# Banco da Lavoura
O Banco da Lavoura foi um banco fundado em São Paulo no dia 15 de abril de 1886 por Benedicto Antonio da Silva,  Francisco de Paula Rebello Silva e Domingos Sertório,  foi um dos bancos responsáveis por financiar a lavoura no momento difícil de transição do trabalho escravo ao trabalho livre, o banco foi pioneiro em diversas áreas no Brasil, tinha filiais em diversas cidades de São Paulo e no Rio de Janeiro.